# Katina Paxinou
Katina Paxinou (în greacă Κατίνα Παξινού; născută Aikaterini Konstantopoulou (în greacă Αικατερίνη Κωνσταντοπούλου); n. 17 decembrie 1900, Pireu, Grecia – d. 22 februarie 1973, Atena, Regatul Greciei) a fost o actriță de teatru și film greacă.
Și-a început cariera ca actriță de teatru în Grecia în anul 1928 și a fost unul dintre membrii fondatori ai Teatrului Național al Greciei în 1932. Izbucnirea celui de-al Doilea Război Mondial a găsit-o în Marea Britanie și ea s-a mutat mai târziu în Statele Unite ale Americii, unde a debutat ca actriță de film în Pentru cine bat clopotele (1943), câștigând pentru rolul din acest film Premiul Oscar pentru cea mai bună actriță în rol secundar și Premiul Globul de Aur pentru cea mai buna actriță în rol secundar.
Paxinou a apărut în alte câteva filme de la Hollywood, înainte de a se întoarce în Grecia la începutul anilor 1950. Ea s-a axat apoi pe cariera de actriță de teatru și a apărut în filme europene. A murit în 1973, după o luptă cu cancerul.

## Primii ani
Katina Paxinou s-a născut sub numele Aikaterini Konstantopoulou (Αικατερίνη Κωνσταντοπούλου) în Pireu, Grecia, și a urmat cursuri de cântăreață de operă la Conservatorul de Muzică de la Geneva și mai târziu la Berlin și Viena. Potrivit biografiei publicate în Playbill (1942), Paxinou a fost dezmoștenită de familia ei după ce a decis să urmeze o carieră permanentă de actriță.

## Cariera

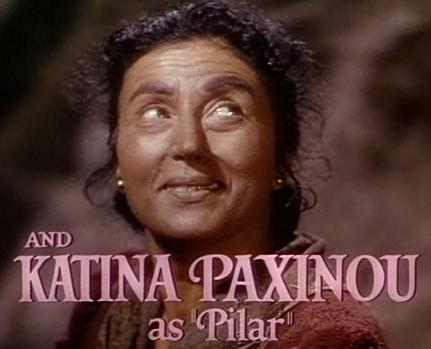
Paxinou în Pentru cine bat clopotele.

Paxinou și-a făcut debutul la Teatrul Municipal din Pireu în 1920 în versiunea pentru operă a piesei Sora Beatrice de Maurice Maeterlinck, pe muzica lui Dimitri Mitropoulos. Ea a apărut pentru prima dată într-o piesă de teatru în 1928, ca membră al trupei conduse de Marika Kotopouli, într-o reprezentanție la Atena a piesei Femeia goală de Henry Bataille. În 1931 s-a alăturat trupei lui Aimilios Veakis împreună cu Alexis Minotis, unde a tradus și a apărut în prima piesă a lui Eugene O'Neill pusă în scenă în Grecia, Patima de sub ulmi. Ea a apărut, de asemenea, în Unchiul Vania al lui Anton Cehov și în Tatăl lui August Strindberg.
În 1932, Paxinou a fost unul drintre actorii care au inaugurat recent reînființatul Teatrul Național al Greciei, unde a lucrat până în 1940. În perioada în care a făcut parte din trupa Teatrului Național, ea s-a făcut remarcată pe scenă, jucând în piese majore de teatru, cum ar fi Electra de Sofocle, Strigoii de Henrik Ibsen și Hamlet de William Shakespeare, care au fost reprezentate, de asemenea, la Londra, Frankfurt și Berlin.
Când a izbucnit cel de-al Doilea Război Mondial, Paxinou juca în reprezentații teatrale la Londra. Aflată în imposibilitatea de a se întoarce în Grecia, a emigrat în Statele Unite ale Americii, unde mai jucase anterior, în 1931, interpretând-o pe Clitemnestra într-o versiune greacă modernă a Electrei.
Ea a fost aleasă să joace rolul Pilar în filmul Pentru cine bat clopotele (1943), pentru care a câștigat un premiu Oscar și un Globul de Aur pentru cea mai bună actriță în rol secundar. Ea a apărut într-un film britanic, Uncle Silas (1947), cu Jean Simmons în rolul principal feminin și a lucrat în Italia pentru 20th Century Fox, interpretând-o pe mama personajului jucat de Tyrone Power în Prince of Foxes (1949). După acest film, Paxinou a lucrat iarăși pentru un studio de la Hollywood, interpretând din nou o țigancă, de această dată în filmul epic religios, The Miracle (1959).
În 1950, Paxinou și-a reluat cariera de actriță de teatru. În țara ei natală, Grecia, ea a fondat Teatrul Regal din Atena, avându-l pe regizor principal pe Alexis Minotis, soțul ei începând din 1940.
Paxinou a avut mai multe apariții pe scenele teatrelor de pe Broadway și la televiziune. Ea a jucat rolul principal în Hedda Gabler de Ibsen pe parcursul a 12 spectacole la Teatrul Longacre din New York, începând din 28 iunie 1942. De asemenea, ea a jucat rolul principal în prima producție în limba engleză a Casei Bernardei Alba a lui Federico Garcia Lorca, la ANTA Playhouse din New York, în 1951, și în producția pentru televiziunea BBC a Nunții însângerate (Bodas de sangre) a lui Lorca, difuzată pe data de 2 iunie 1959.

## Moartea
Paxinou a murit de cancer la Atena, în 1973, la vârsta de 72 de ani. I-au supraviețuit soțul ei și singurea ei fiică din prima căsătorie cu Ioannis Paxinos, al cărui nume de familie a continuat să-l poarte după divorțul lor. Rămășițele ei sunt îngropate în Primul Cimitir al Atenei.

## Muzeul
Muzeul Paxinou-Minotis este un muzeu din Atena, Grecia, ce conține suveniruri din viața Katinei Paxinou. Sunt expuse articole de mobilier, tablouri și schițe, fotografii, cărți și obiecte personale. Obiectele au fost donate de către regizorul Alexis Minotis, soțul Katinei Paxinou, și includ biblioteca sa personală și arhiva sa teatrală.

## Filmografie
| An   | Titlu                     | Rol                    | Note                                                      |
| ---- | ------------------------- | ---------------------- | --------------------------------------------------------- |
| 1943 | Pentru cine bat clopotele | Pilar                  |                                                           |
| 1943 | Hostages                  | Maria                  |                                                           |
| 1945 | Confidential Agent        | doamna Melandez        |                                                           |
| 1947 | Mourning Becomes Electra  | Christine Mannon       |                                                           |
| 1947 | Uncle Silas               | Madame de la Rougierre |                                                           |
| 1949 | Prince of Foxes           | Mona Constanza Zoppo   |                                                           |
| 1955 | Mr. Arkadin               | Sophie                 |                                                           |
| 1959 | The Miracle               | La Roca                |                                                           |
| 1960 | Rocco și frații săi       | Rosaria Parondi        |                                                           |
| 1961 | Morte di un Bandito       | Silvia                 |                                                           |
| 1962 | Procesul                  |                        | A jucat inițial într-o scenă care a fost tăiată ulterior. |
| 1968 | To Nisi tis Afroditis     | Lambrini               |                                                           |
| 1968 | Tante Zita                | Mătușa Zita            |                                                           |
| 1970 | Un Été Sauvage            | Marya                  |                                                           |
| 1970 | Martlet's Tale            | Orsetta                |                                                           |